# Neocompsa alacris
Neocompsa alacris är en skalbaggsart som först beskrevs av Bates 1885.  Neocompsa alacris ingår i släktet Neocompsa och familjen långhorningar.
Artens utbredningsområde är:
- El Salvador.
- Guatemala.
- Honduras.

Inga underarter finns listade i Catalogue of Life.